# La salud de los enfermos
La salud de los enfermos es un cuento del escritor argentino Julio Cortázar, incluido en la colección Todos los fuegos el fuego, publicado en 1966.

## Argumento
La vida de una familia es alterada al afrontar la pérdida de un integrante (Alejandro) y la imposibilidad de dar la noticia a su madre (quien no debía recibir malas noticias) para cuidar la "salud de la enferma". Todos crean una trama de mentiras y cartas hasta que terminan creyéndoselas ellos mismos, porque las cartas no llegaban debido al problema que tenían con el Brasil. Luego se enteran de que la madre conocía ya la verdad, pero que le agradecía el esfuerzo por tratar de ayudar.

## Interpretación
De forma similar como sucede en Cartas a mamá, Cortázar explora la idea de la costumbre y realidad al mostrarnos cómo una mentira puede convertirse en verdad cuando nos habituamos a ella. Una interpretación posible es que sea una analogía de la mala salud de la idiosincrasia argentina durante el gobierno peronista. En esta historia, Cortázar utiliza el recurso de escribir un cuento dentro de otro para indicarle al lector que no por ello la «realidad» externa es menos ficción que la que está dentro, al igual que lo hace con otros cuentos como La isla a mediodía.

## Versiones fílmicas
Fue llevado a la televisión por Alejandro Doria en 1996 con la actuación de China Zorrilla, Jorge Marrale, Nelly Prono, Mónica Villa y Nancy Dupláa.
En 2008 fue adaptado cinematográficamente para la película Mentiras piadosas de Diego Sabanés con Marilú Marini, Lydia Lamaison, Víctor Laplace y Walter Quiroz.
La película franco-belga Depuis qu'Otar est parti de Julie Bertucelli del año 2003 tiene un argumento semejante, y en menor medida la alemana Good Bye, Lenin!.
El cortometraje del mismo nombre fue dirigido por Toni Barragan

## Teatro
Ha tenido varias adaptaciones teatrales.